# Manfred Utsch

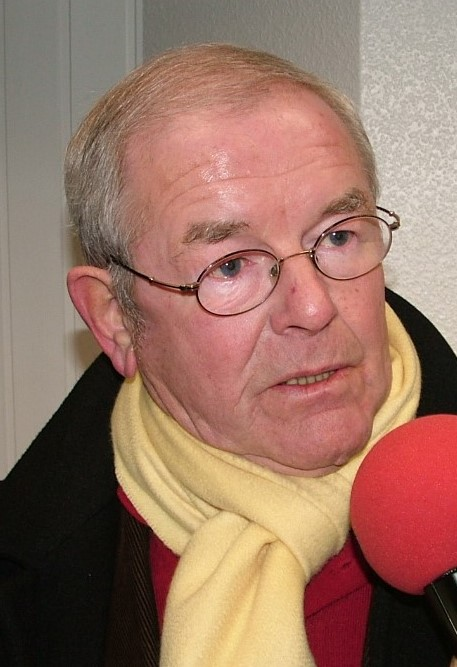
Manfred Utsch

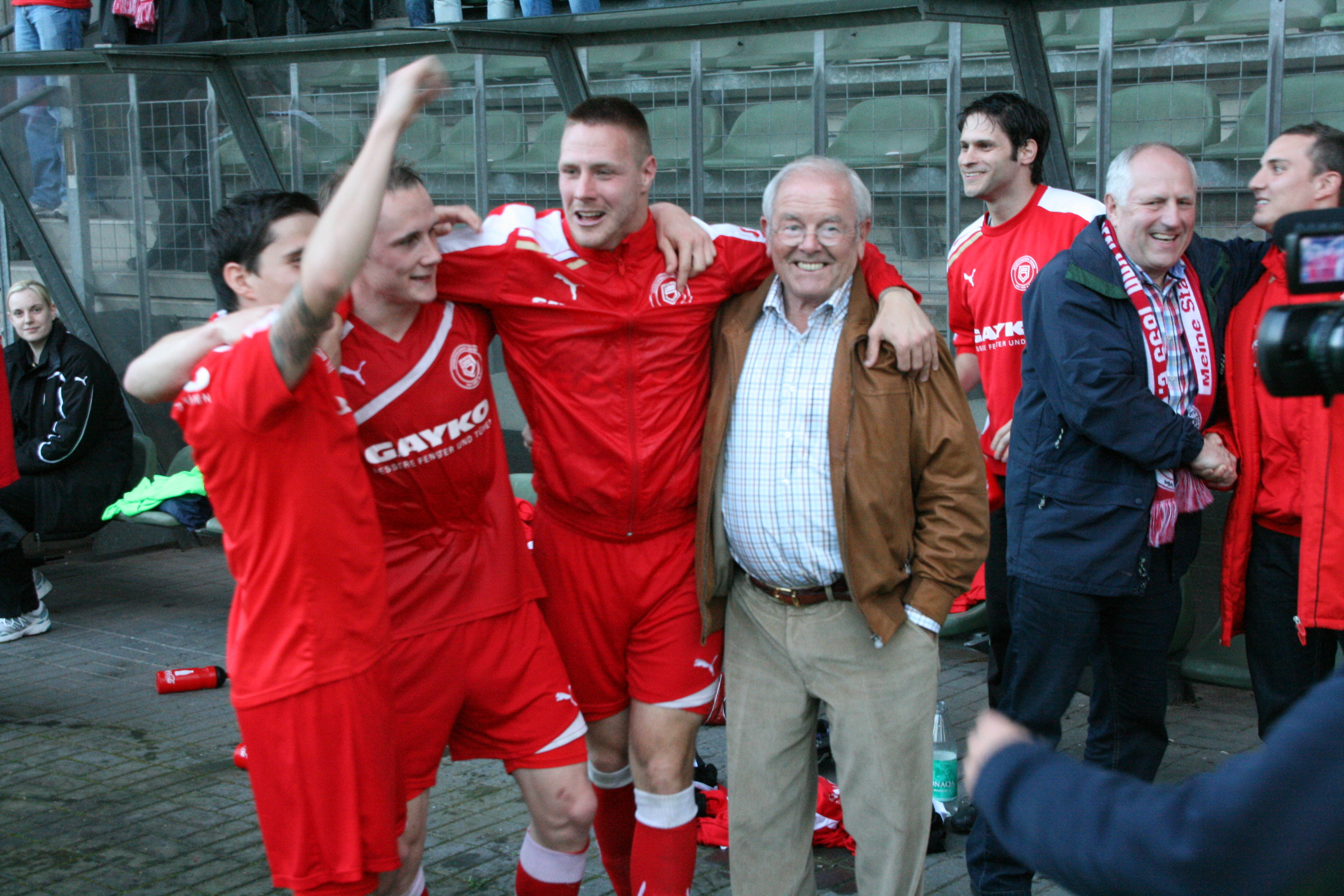
Manfred Utsch war Ehrenpräsident der Sportfreunde Siegen – hier beim Regionalliga-West-Aufstieg im Mai 2012 mit Daniel Grebe, Sven Michel und Rene Lewejohann

Manfred Utsch (* 24. März 1936 in Siegen; † 1. Juni 2021) war ein deutscher Unternehmer und Mäzen.

## Leben
Manfred Utsch wurde als zweitältestes von acht Kindern des Schuhmachermeisters Erich Utsch geboren. Er arbeitete zunächst als Schuhverkäufer und in der Ende der 1950er Jahre betriebenen elterlichen Wäscherei. 1965 stieg er in den Betrieb der Eltern ein, in dem 1961 mit der Produktion von Kraftfahrzeugkennzeichen („Nummernschildern“) begonnen worden war. 1969 übernahm er gemeinsam mit zwei seiner Brüder die heutige Utsch AG von seinem in jenem Jahr verstorbenen Vater und baute diese in den anschließenden Jahrzehnten immens aus. Aufgrund seines Erfolgs wird er gemeinhin als „Schilderkönig“ bezeichnet. Nachdem er 2001 die Umwandlung der Erich Utsch KG in die Utsch AG begleitet hatte, wechselte er 2002 in den Aufsichtsrat.
Utsch war langjähriges Vorstandsmitglied des Vorstands der Arbeitsgemeinschaft Selbständiger Unternehmer (Regionalkreis Siegen). 1998 wurde er Vorsitzender des Bundesverbands Kraftfahrzeug-Kennzeichen (BKK). Über seine unternehmerischen Aktivitäten in Osteuropa war er Förderer des Taubstummenheims Hermannstadt in Rumänien.
Manfred Utsch war verheiratet mit der aus Bremen stammenden Dagmar Utsch-Stichhahn; aus der Ehe gehen drei Kinder hervor. Manfred Utsch starb im Juni 2021 nach schwerer Krankheit im Alter von 85 Jahren.

## Sportliches Engagement
„Manni“ Utsch war von 1983 an in verschiedenen Ämtern bei den Sportfreunden Siegen aktiv. So war er auch als Präsident und bis zum 14. März 2006 als Aufsichtsratschef aktiv. Er wurde zum Ehrenpräsident ernannt und begleitete den Verein in seiner einzigen Saison in der 2. Fußball-Bundesliga (2005/06). Im Mai 2014 beendete er sein Engagement.
Manfred Utsch und seine Ehefrau Dagmar Utsch-Stichhahn waren 2009 die Initiatoren und Gründer der „Anstoß zum Leben“–Stiftung, die sich der Förderung des Sports, vor allem des Jugendsports, in der Region Siegen-Wittgenstein verschrieben hat.

## Ehrungen
- 1995: Verdienstorden der Bundesrepublik Deutschland (Verdienstkreuz am Bande)[5]
- 2013: Ehrenpräsident der Sportfreunde Siegen[5]